# Indische Badmintonmeisterschaft 1980/81
Die Indische Badmintonmeisterschaft der Saison 1980/1981 fand Anfang 1981 in Vijayawada statt. Es war die 45. Austragung der nationalen Titelkämpfe im Badminton in Indien.

## Finalergebnisse
| Disziplin    | Sieger                         | Finalist         | Ergebnis    |
| ------------ | ------------------------------ | ---------------- | ----------- |
| Herreneinzel | Syed Modi                      | Prakash Padukone | 15-9, 15-10 |
| Dameneinzel  | Ami Ghia                       | Amita Kulkarni   | 11-8, 12-11 |
| Herrendoppel | Partho Ganguli P. G. Chengappa |                  |             |
| Damendoppel  | Radhika Bose Ami Ghia          |                  |             |
| Mixed        | Leroy D’sa Ami Ghia            |                  |             |